# Ellerstadt
Ellerstadt est une municipalité allemande située dans le land de Rhénanie-Palatinat et l'arrondissement de Bad Dürkheim.

## Personnages célèbres liés à Ellerstadt
- Manfred Geis (1949-), homme politique de la SPD est né à Ellerstadt.